# Æbbe

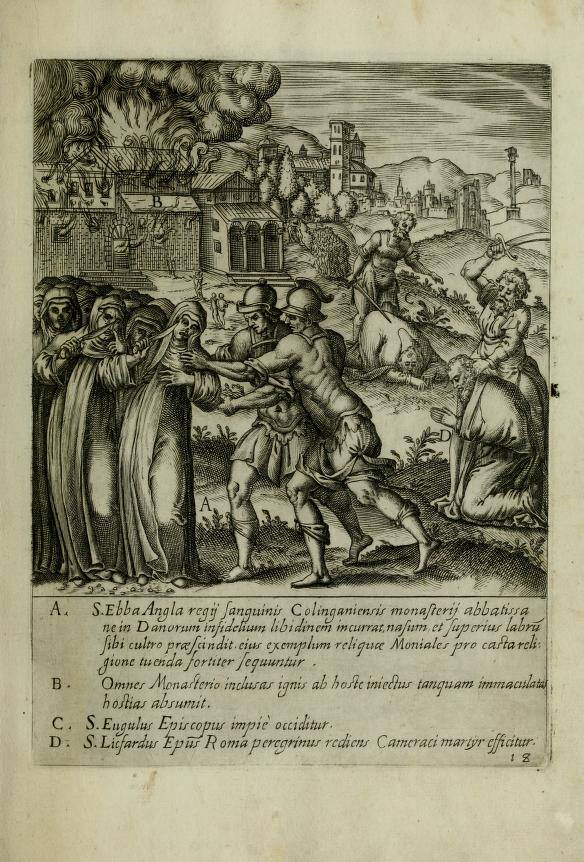
Das Martyrium der Æbbe und ihrer Nonnen nach einem Stich von Giovanni Battista de'Cavalieri

Æbbe, auch Æbbe die Jüngere, lateinisch und deutsch Ebba (* unbekannt; † 2. April 870 in Coldingham Priory, Schottland), war Äbtissin der Coldingham Priory und ist eine angelsächsische Heilige.
Über die Herkunft von Æbbe ist nichts bekannt. Im Jahr 870 war sie Äbtissin des Klosters Coldingham, das etwa 200 Jahre zuvor von Æbbe von Coldingham, auch Æbbe die Ältere, Tochter des Königs Æthelfrith, gegründet worden war.
Seit 867 überfielen die Söhne von Ragnar Lodbrok regelmäßig die Küsten, Siedlungen und Klöster im südlichen Schottland. Als sie 870 Coldingham erreichten, versammelte Æbbe die Nonnen ihres Klosters im Kapitelsaal. Um den drohenden Vergewaltigungen zu entgehen, die den Frauen auch ihre Jungfräulichkeit genommen hätten, warnte sie ihre Nonnen und forderte sie auf, ihrem Beispiel zu folgen und sich die Nase und die Oberlippe abzuschneiden. Die Nonnen folgten ihr und als die Dänen in das Kloster einfielen, waren sie von dem Anblick der Frauen so abgestoßen, dass sie von den Vergewaltigungen absahen. Sie sperrten die Frauen ein und steckten das Kloster in Brand. In dem Brand starben alle Nonnen.
Auch in der römisch-katholischen Kirche wird sie als Heilige verehrt. Ihr Gedenktag ist ihr Todestag.

## Moderne Rezeption
Judy Chicago widmete Æbbe eine Inschrift auf den dreieckigen Bodenfliesen des Heritage Floor ihrer Installation The Dinner Party. Die mit dem Namen Ebba beschrifteten Porzellanfliesen sind dem Platz mit dem Gedeck für Hrotsvit zugeordnet.